# Serra del Cementiri
La Serra del Cementiri és una serra situada al municipi d'Aguilar de Segarra, a la comarca catalana del Bages, amb una elevació màxima de 646 metres.